# Grand Canyon-Parashant National Monument
Grand Canyon-Parashant National Monument ist ein Naturschutzgebiet vom Typ eines National Monuments im Nordwesten des US-Bundesstaats Arizona. Es liegt im Mohave County zwischen dem Nordrand des Grand Canyon und dem Virgin River, nahe der Staatsgrenze zu Utah, im Süden überschneidet es sich mit der Lake Mead National Recreation Area und grenzt an den Grand-Canyon-Nationalpark. Im Westen grenzt in Utah direkt das Gold Butte National Monument an.
Das über 4000 km² große Schutzgebiet wurde am 11. Januar 2000 durch Präsident Bill Clinton per Presidential Proclamation ausgewiesen. Das National Monument steht unter der gemeinsamen Verwaltung des National Park Service und des Bureau of Land Management, beides Bundesbehörden unter dem Dach des US-Innenministeriums.
Der Name stammt aus der Sprache der Paiute-Indianer und ist von Pawteh 'ee oasoasant abgeleitet, was „gegerbtes Hirschleder“ bedeutet und darauf hindeutet, dass das Land in früherer Zeit fruchtbarer war und große Herden auf dem Plateau lebten.

## Beschreibung
Das Schutzgebiet liegt im so genannten Arizona Strip, dem fast unbesiedelten und schwer zugänglichen nordwestlichsten Teil Arizonas, der durch den Colorado River vom Rest des Staates getrennt wird.  Geologisch handelt es sich bei den Deckgesteinen des Shivwits Plateaus um Sedimentgestein des Paläozoikums mit einzelnen jüngeren Bergen aus dem Mesozoikum. Das Plateau ist von Nord nach Süd geneigt, abfließende Niederschläge haben in das Gestein Canyons gegraben, die ältere Schichten des Präkambriums freigelegt haben. Das National Monument umfasst nur die obersten dieser geologischen Formationen, der eigentliche Grand Canyon liegt im südlich anschließenden, gleichnamigen Nationalpark. 
Die höchsten Punkte im Gebiet sind der Mount Trumbull (2447 m) und der Mount Logan (2398 m) im Osten und der zu den Virgin Mountains gehörende Black Rock Mountain (2446 m) im Norden. Im National Monument gehen zwei Großregionen ineinander über. Im Westen die Halbwüsten und Wüsten der Sonora-Wüste, Mojave-Wüste und des Großen Beckens, im Osten das Colorado-Plateau. Daher wachsen im Westen des Gebietes typische Wüstenpflanzen wie Kakteen und Yuccas (darunter auch die Josua-Palmlilie, englisch „Joshua Tree“), die höhergelegenen Teile des Ostens sind teilweise mit einem Wald bestanden, dessen Leitart die Gelb-Kiefer ist. 
In den Wäldern des Ostens leben unter anderem die Unterart Strix occidentalis lucida des Fleckenkauzes, die Übergangsgebiete dienen als Revier des Kalifornienkondors, der in den 1980er Jahren bereits in freier Wildbahn ausgestorben war und der zurzeit Gegenstand des größten Erhaltungszucht- und Auswilderungsprogramms der Vereinigten Staaten ist. Der einzige Auswilderungsort in Arizona liegt nur wenig westlich des Monuments. In den Wüstenregionen lebt unter anderem die Kalifornische Gopherschildkröte.

## Geschichte
Das Gebiet war aufgrund des Wüstenklimas und der geringen Fruchtbarkeit von den indianischen Ureinwohnern nur spärlich besiedelt. Einzelne Bauten und Petroglyphen der Anasazi, sowie Mahlsteine und Pfeilspitzen werden durch das ganze Schutzgebiet verstreut gefunden. 
Eine Expedition von zwei spanischen Franziskaner-Padres, Francisco Antanasio Domínguez und Silvestre Vélez de Escalante, kam 1776 als erste Weiße am Rand des heutigen Schutzgebietes vorbei, 1826 und 1827 zog der Trapper und Entdecker Jedediah Smith den Virgin River an der Nordgrenze des Monuments entlang. In den folgenden Jahren etablierte sich die Route als Teil des Old Spanish Trails nach Kalifornien. Ende des 19. Jahrhunderts siedelten sich einige Rancher in der Region an und die Forstwirtschaft begann mit der Nutzung der Wälder, vorwiegend als Stützbalken für die Erzminen des Westens. Der Holzeinschlag endete in den 1960er Jahren, die bereits vor der Unterschutzstellung bestehende Nutzung der öffentlichen Flächen durch weitgehend frei grasende Rinder privater Ranches wird in den Gründungsdokumenten des Monuments ausdrücklich auch für die Zukunft garantiert. 
Wirtschaftlich ist die Gegend nur mäßig attraktiv, auch Tourismus findet bisher auf der Nordseite des Grand Canyon kaum statt. Es gibt im National Monument keinerlei touristische Einrichtungen, auch das kleine Besucherzentrum, das für mehrere Gebiete des Bureau of Land Management zuständig ist, liegt außerhalb in St. George. Alle Straßen sind unbefestigte Sand- und Schotterpisten, Trinkwasser wird nur an wenigen Stellen gefunden. 

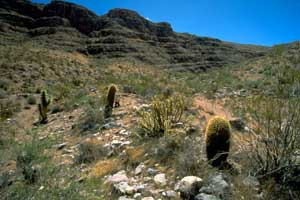
Wüstenlandschaft im Westen des Monuments
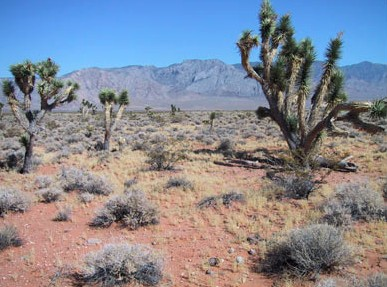
Joshua Trees kommen nur im Südwesten des Gebietes vor
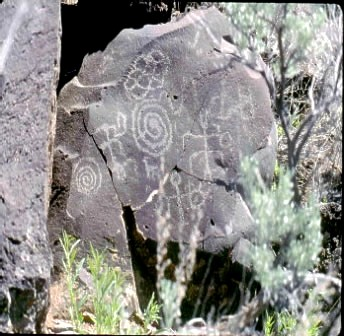
Indianische Petroglyphen im Monument
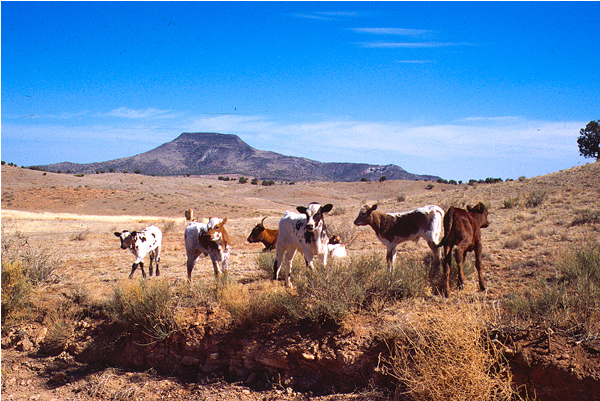
Rinder im National Monument

Bereits vor der Unterschutzstellung des National Monuments wurden 1984 vier Teilgebiete innerhalb der heutigen Grenzen (Mount Trumbull Wilderness, Mount Logan Wilderness, Grant Wash Cliffs Wilderness und Paiute Wilderness) als Wilderness Area ausgewiesen und werden noch weitergehend von menschlichen Einflüssen freigehalten. Die Beaver Dam Mountains Wilderness grenzt im Norden an das Monument. 
Weil Präsident Clinton das Gebiet ohne vorherige Abstimmung mit dem Bundesstaat Arizona ausgewiesen hat, wurde das Schutzgebiet von den örtlichen Politikern zunächst scharf kritisiert. Es entwickelte sich eine Debatte über das Verhältnis zwischen der Bundesregierung und den Staaten im Westen, wo gewaltige Flächen öffentliches Land im Bundesbesitz sind. Als Umfragen ergaben, dass über 75 % der Bewohner der Region dem National Monument zustimmten, ging der Protest zurück.
Geologische Funde im Gebiet weisen auf Lagerstätten verschiedener Bodenschätze hin, insbesondere werden Uran-Vorkommen vermutet. Eine eventuelle Nutzung dieser Rohstoffe würde den Schutzzweck des Gebietes bedrohen.